# Сиджизмондо II Малатеста
Вижте пояснителната страница за други личности с името Сиджизмондо Малатеста.
Сиджизмондо II Малатеста (на италиански: Sigismondo II Malatesta; * 1502, † 1555, Венеция, Венецианска република) е италиански кондотиер.

## Произход
Син е на Малатеста VI Малатеста. 

## Биография
В младостта си е на служба при Херцога на Урбино, първо като оръженосец, след това като отговорник за херцогската кухня. Научава военното изкуство от Франческо Мария I дела Ровере, когото следва във всичките му начинания.
Глава на партията на гвелфите в Романя, той иска да получи облаги за своята фракция в Чезена и след като влиза в града през 1536 г. с двеста мъже, атакува къщите на семействата Бекари и Мазини с намерението да убие всички, които са там, но е принуден да избяга.
Преминавайки на заплатата на Венеция, служи известно време в Бреша и Верона, но поради някои свои конфликти трябва да напусне. Преминава на служба във Франция при Пиетро Строци по време на войната в Пиемонт и след мира в Креспи се установява при Ерколе I д’Есте, херцог на Ферара. Във Ферара предизвиква на дуел Джанфранко Гуиди, граф на Баньо, но не е известно дали дуелът се е състоял. Връща се на служба при венецианците с чин полковник и остава там до смъртта си през 1555 г.